# Франчишек Коморницки
Франчѝшек Коморнѝцки (на полски: Franciszek Komornicki) е полски римокатолически духовник, титулярен кесарополски епископ (1683 – 1689) и викарен епископ на Луцката епархия.

## Биография
Роден е в 1733 година в Дамброва над Чарнон, Гнезненска архиепископия, Жечпосполита в шляхтишкото семейството на Антони Коморницки, герб Наленч, и Магдалена Рогойска. Кръстен е на 9 септември 1733 г. в Дамброва. Завършва семинария. На 18 юли 1756 година е ръкоположен за дякон, а на 18 септември 1756 година за свещеник. В 1767 година става доктор по църковно и гражданско право в Замойската академия. Служи като конюшки енорийски свещеник (1760 – 1773), като каноник в Хелмската епархия (1767) и Луцката епархия. Оглавява курията на епископията в Луцк и от 1733 година е канцлер на епископията. В 1773 – 1780 година е енорийски свещеник в Острог.
На 28 февруари 1774 година римският папа Климент XIV го назначава за титулярен кесарополски епископ и за викарен епископ на Луцката епископия. На 10 април 1774 година е ръкоположен за епископ от луцкия епископ Феликс Турски в съслужение със смоленския епископ на покой Йежи Хилзен и титулярния бенденски епископ Владислав Валкновски. С разрешение на папа Бенедикт XIV на 15 август 1779 година коронова иконата на Света Богородица с Младенеца във францисканската църква „Света Троица“ в Мендзижеч.
Епископ Франчишек Кесарополски умира на 10 май 1780 година в Острог и е погребан в подземния параклис в непосредствена близост до местната енорийска църква.